# Renáta Kellnerová
Renáta Kellnerová (ur. 4 lipca 1967) – czeska przedsiębiorczyni, najbogatsza kobieta w Czechach, wdowa po Petrze Kellnerze, czeskim przedsiębiorcy, miliarderze, który zginął w marcu 2021 w katastrofie helikoptera na Alasce.
Mąż Kellnerovej, Petr Kellner, założył PPF Group na początku lat 90.; firma stała się jedną z największych grup inwestycyjnych w Europie, z aktywami o wartości około 39,7 mld EUR (stan na koniec 2020). 
Głównymi obszarami działalności firm grupy są telekomunikacja, media, usługi finansowe, e-commerce, nieruchomości i biotechnologia.
Po śmierci męża, w 2023, Kellnerová wraz z rodziną nabyli akcje w spółkach grupy stając się 100% właścicielami PPF Group.
W latach 1993-1997, pod panieńskim nazwiskiem Hacklová, była członkiem zarządu PPF moravskoslezský investiční fond a.s., zarejestrowanego w ramach prywatyzacji kuponowej w Czechach, jednego z funduszy poprzedzających zbudowanie PPF Group.
Kellnerová, wraz z mężem Petrem Kellnerem, w czasie ich wspólnej działalności, angażowali się w działalność charytatywną. W 2002 założyli Fundację Educa, która wspierała finansowo uczniów prywatnego liceum Open Gate w Babicach. W 2009 założyli Fundację Rodziny Kellnerów, która przejęła działalność Fundacji Educa. Fundacja Rodziny Kellnerów koncentruje się na poprawie jakości edukacji w publicznych szkołach podstawowych i średnich w Czechach oraz wspiera czeskich studentów fundując stypendia na studia na uniwersytetach za granicą Czech.
Fundacja Rodziny Kellnerów, w latach 2002–2023 przekazała na wsparcie edukacji w Czechach 1,2 mld koron czeskich, w latach 2009–2023 przekazała na projekty i darowizny indywidualne 1,2 miliarda koron czeskich.
PPF Group oraz Fundacja Rodziny Kellnerów, przekazały na wsparcie osób dotkniętych niszczycielskimi powodziami w 2024, w Czechach 100 mln koron czeskich; na wsparcie regionów dotkniętych powodzią w Polsce 2 mln EUR i 2 mln EUR na Słowację. Środki przekazano organizacjom non-profit aktywnie zaangażowanym w pomoc na obszarach dotkniętych powodziami i rozdysponowano we współpracy z regionalnymi instytucjami ratunkowymi.
Majątek Kellnerovej jest szacowany, wg Forbes, na 18 miliardów USD, co wg rankingu na 2024 pozycjonowało ją na 104 pozycji na światowej liście miliarderów; wg Bloomberg Billionaires Index 2024 jej majątek został oszacowany na 14,1 miliarda USD, co pozycjonowało ja na 168 pozycji na liście rankingowej Bloomberg.
Ma trzy córki, wybitną czeską skoczkinię Annę Kellnerovą, Larę Kellnerovą, Marie Kellnerovą. Wraz z mężem wychowali również syna Petra Kellnera z poprzedniego związku nieżyjącego małżonka. 
W 2024 Deník N poinformował, że partnerem Kellnerovej został Tomáš Otruba, prawnik i inwestor, który był wcześniej zaangażowany w transakcje PPF.